# Melecta kuschakewiczi
Melecta kuschakewiczi là một loài Hymenoptera trong họ Apidae. Loài này được Radoszkowski mô tả khoa học năm 1890.